# Cépière-Beauregard
Pour les articles homonymes, voir La Cépière et Beauregard.

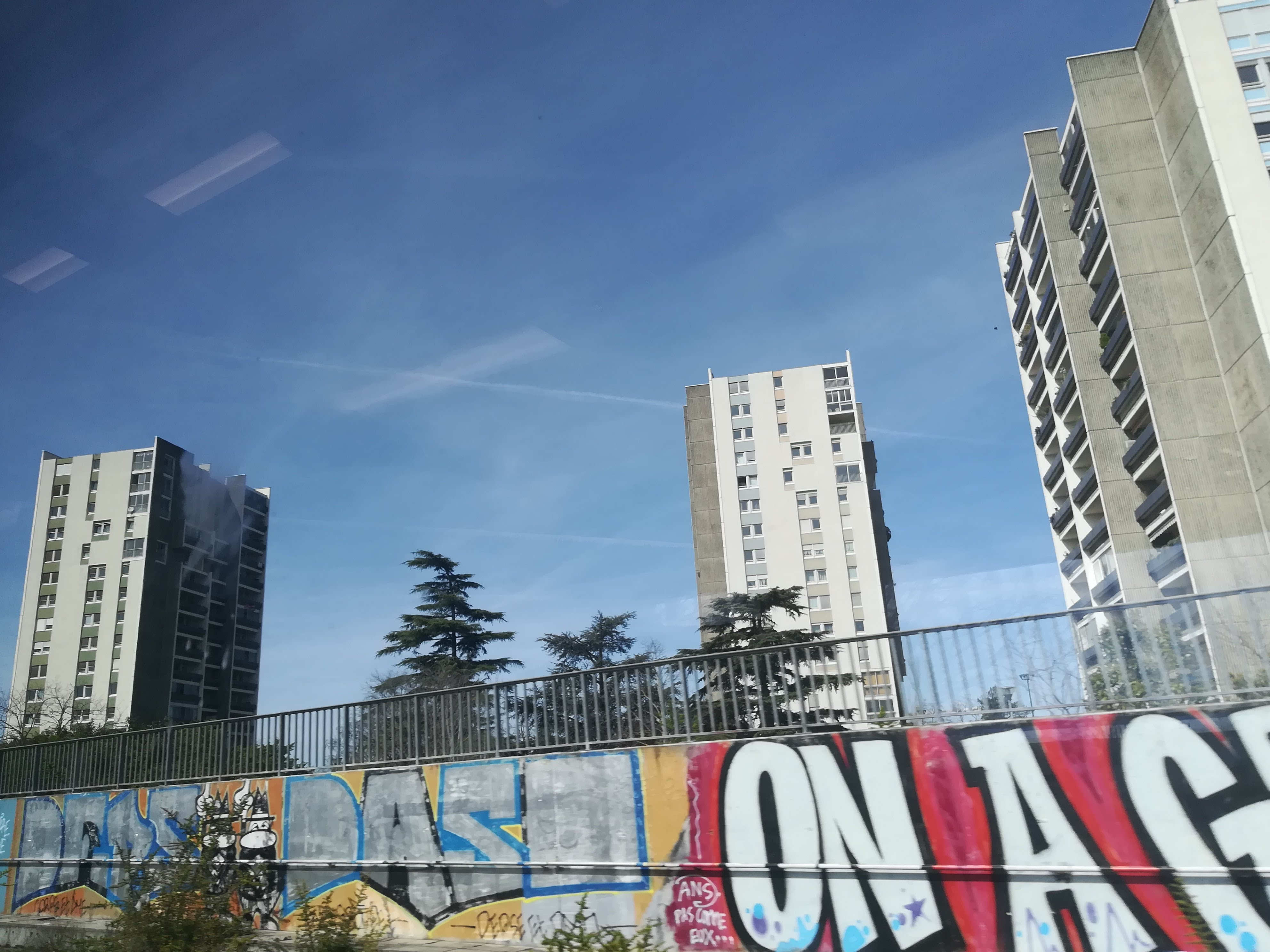
La cité Beauregard vue depuis la voie ferrée Toulouse-Auch.

Beauregard ou Cépière-Beauregard ou est un quartier de la ville de Toulouse, situé dans le canton de Toulouse-12.
Cépière-Beauregard est défini en tant que quartier prioritaire de la politique de la ville, et compte 1 504 habitants en 2018 pour 687 logements, dont 65 % sociaux.
La majeure partie du quartier est constituée de la cité Cépière, où l'on trouve de petites maisons mitoyennes appartenant au bailleur social Toulouse Métropole Habitat, pour 193 logements au total. Au nord-ouest, la cité Beauregard comporte quatre immeubles et trois autres au nord des voies de chemin de fer, regroupant un total de 273 logements du bailleur social Patrimoine SA. 

## Toponymie
Beauregard : forteresse ou village beau à voir, disposant d'une belle vue.